# Casa di M. Epidio Sabino
Bei der Casa di M. Epidio Sabino (Haus des Marcus Epidius Sabinus, auch Domus Marcus Epidius Sabinus) handelt es sich um ein großes, reich ausgestattetes Wohnhaus einer wohlhabenden Familie in Pompeji (IX.1.22). Das Haus wurde 1858 und 1866 ausgegraben und war einst reich ausgestattet. Da bei den Grabungen des 19. Jahrhunderts nur wenige Vorkehrungen zum Schutz der Wandmalereien gemacht wurden, sind diese heute zum großen Teil nur noch von alten Fotos und Zeichnungen bekannt.

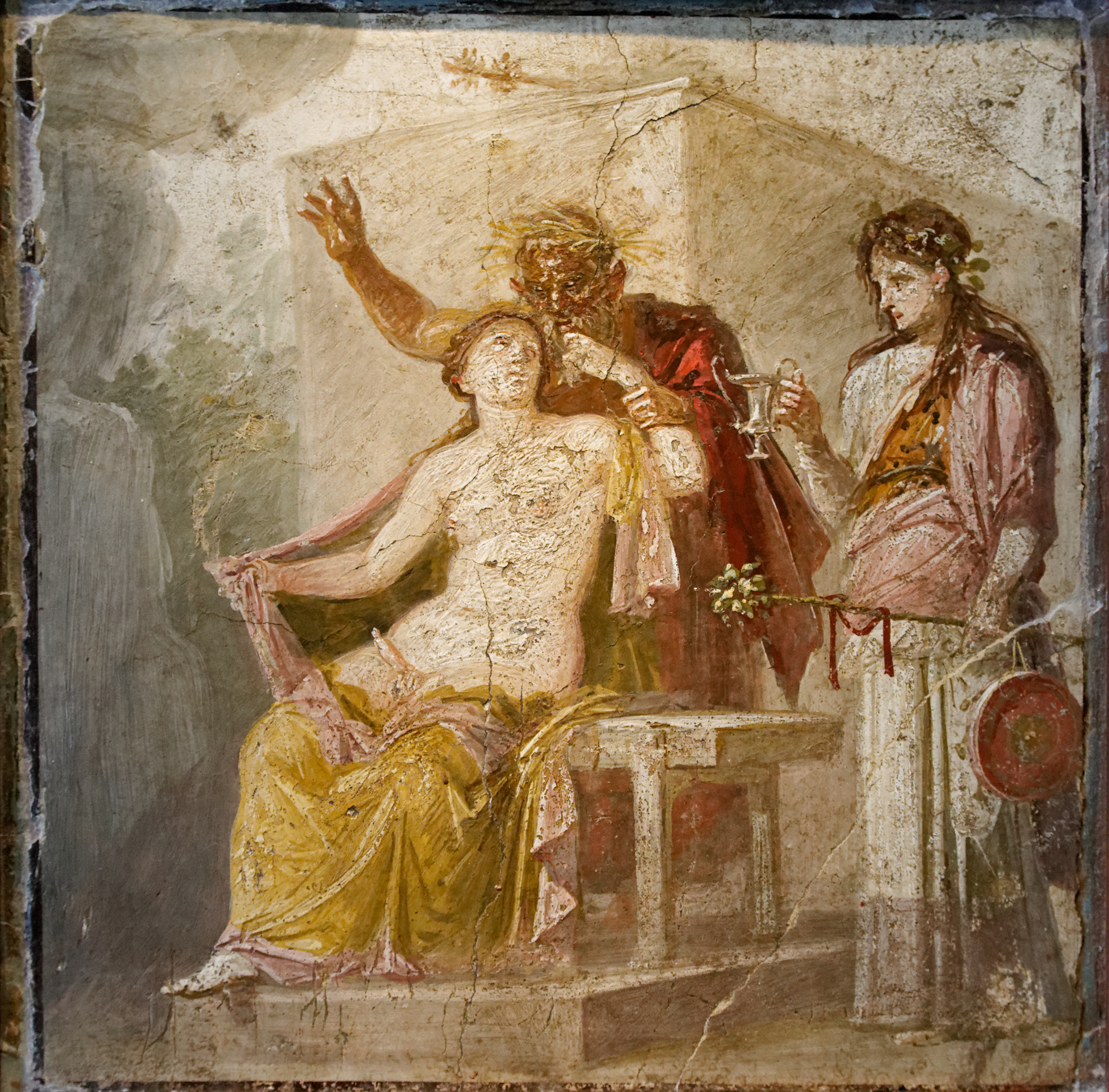
Hermaphrodit und Silenus

## Beschreibung
Das große Haus hat zwei Eingänge. Der Eingang im Süden, von der Via dell’Abbondanza, der Hauptstraße der Stadt, führt von den Fauces in das Atrium, wo in einer Ecke ein gut erhaltenes Lararium steht. Es ist wie ein Tempel aufgebaut und hat Giebel mit reichen Stuckaturen. Der Hausschrein ist mit Malereien im 4. Stil dekoriert. Auf das Atrium folgt das Tablinum, das auch im 4. Stil ausgemalt war. Von hier stammt ein Wandgemälde, das Hermaphrodit und Silenus zeigt. Das Bild befindet sich heute im Archäologischen Nationalmuseum Neapel (Inv. Nr. 27875). Der Raum hat ein einfaches Mosaik. Es folgen ein Peristyl und darauf ausgerichtet ein großer Raum, der einst auch reich ausgemalt war. Zu den Wandgemälden gehört ein Bild, das Orpheus, Herakles und Musen zeigt. Es ist heute noch vor Ort, doch sehr verblasst. Lawrence Richardson Jr. schreibt diese Malerei dem Tripolemus-Maler zu, der sonst nur von wenigen Bildern bekannt ist. Der ganze Raum zeigte Malereien im 3. Stil. Hinter diesem Saal befindet sich das zweite Atrium des Hauses, das von dem zweiten Eingang (IX.1.29) von der Vicolo di Tesmo, einer Seitenstraße, betreten werden konnte. Auf der linken Seite befindet sich ein großes Peristyl.
Im Haus kamen insgesamt vier Leichen zu Tage.

## Galerie

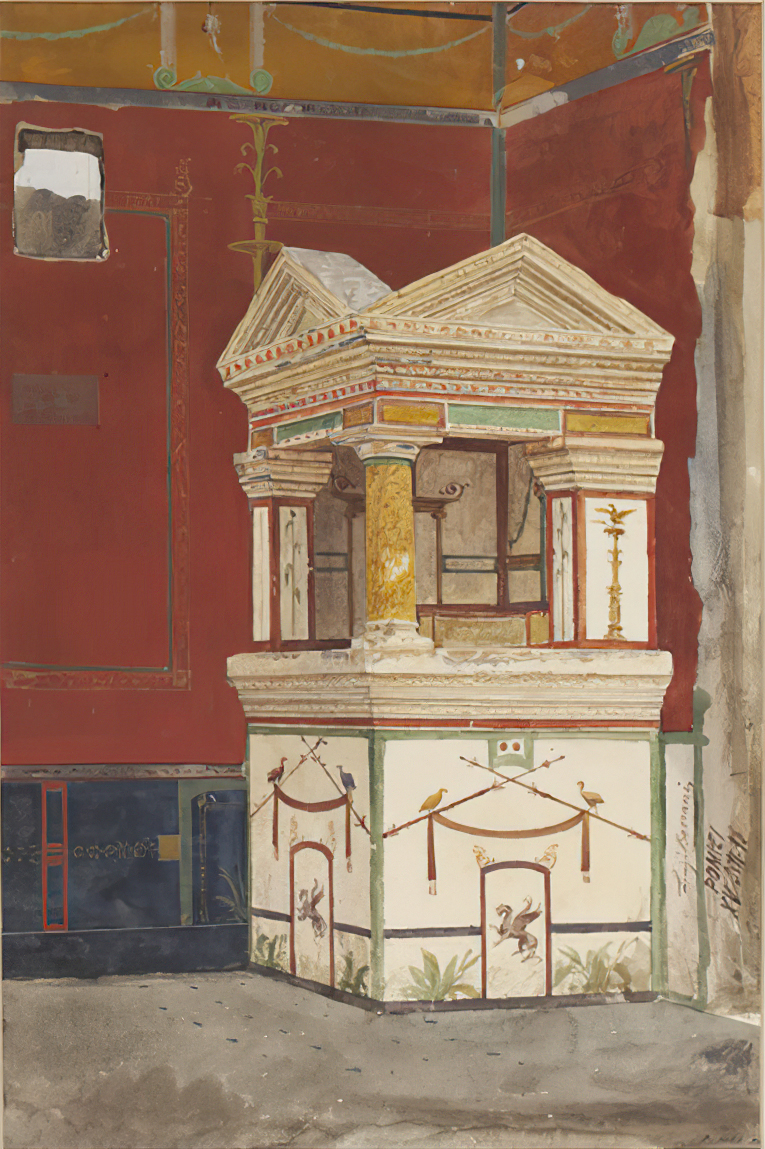
Lararium
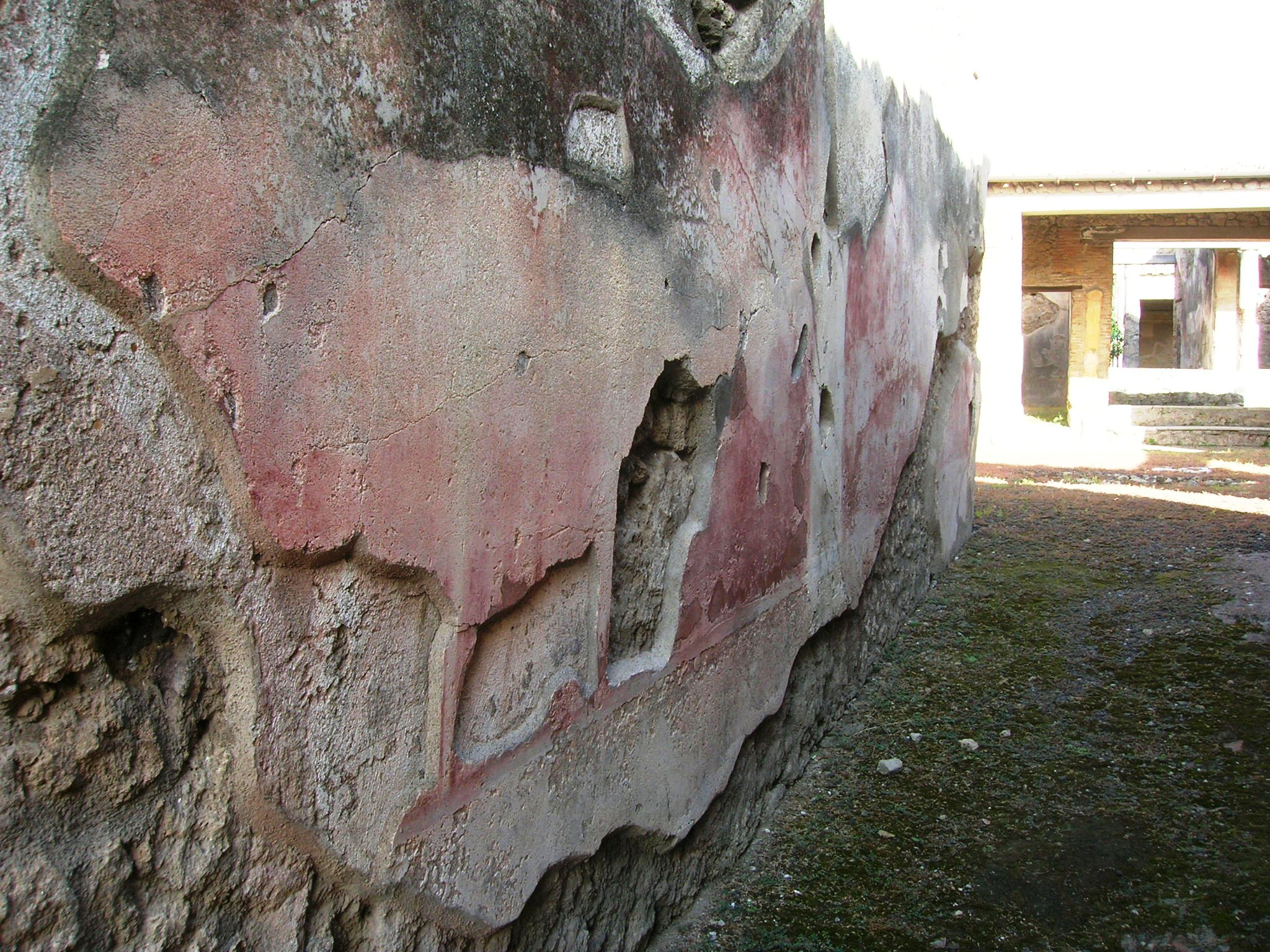
Die Fauces und Blick in das erste Atrium
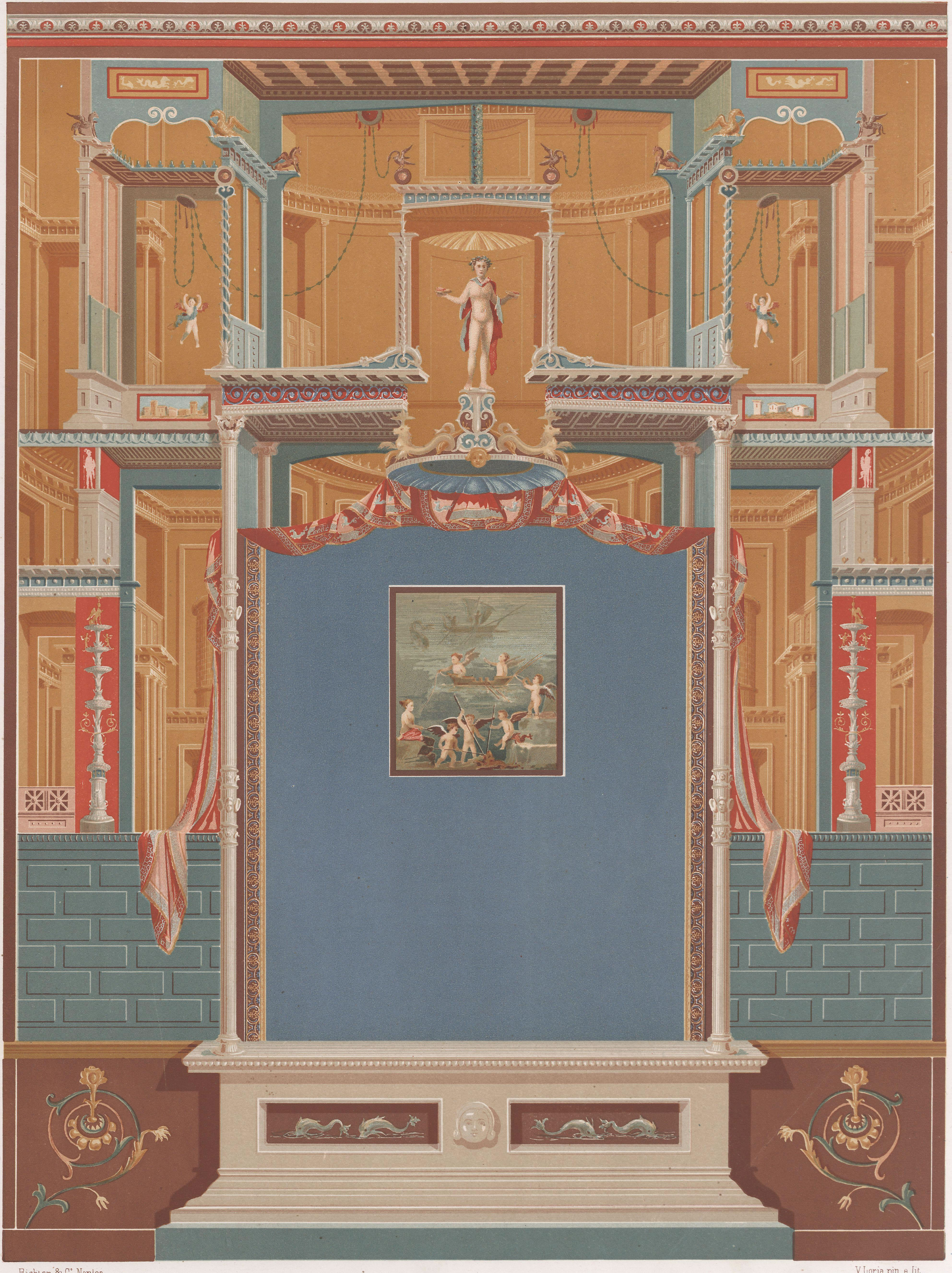
Malereien im 4. Stil, Tablinum